# Leisure Suit Larry VI : Tu t'accroches ou tu décroches !
Leisure Suit Larry VI : Tu t'accroches ou tu décroches ! (Leisure Suit Larry 6: Shape Up or Slip Out!) est le cinquième volet de la série de jeux d'aventure graphiques Leisure Suit Larry, publiés par Sierra Entertainment. À l'origine sortie sur DOS en 1993, une version CD-Rom est sortie un an après. La version CD-Rom offre une amélioration graphique avec une résolution SVGA et avec des voix enregistrées (les voix ne sont qu'en Anglais), une première pour la série. Les deux versions utilisent une interface d'icône semblables à d'autres jeux Sierra de l'époque, mais contrairement à la plupart des jeux Sierra, la barre d'icônes est visible à tout moment.

## Synopsis
Larry Laffer est à nouveau célibataire au début du jeu, après avoir participé – et perdu – à l'émission télévisée de rencontres « Stallions » , il rafle néanmoins un séjour tous frais payés à La Costa Lotta, un hôtel-spa raffiné en guise de lot de consolation.
En raison de son statut d'invité, il est traité grossièrement par le personnel de l’établissement et n’a accès à aucune activité proposée, il devra donc ruser pour y arriver. Il a évidemment la pire chambre de l’hôtel (moquette sale, eau marron qui sort du robinet).
Larry rencontrera durant cette aventure diverses femmes et devra les aider dans diverses tâches, chaque mission réussie lui permet de gagner un objet. Une fois tous les items réunis, ces derniers donneront à Larry, la chance de conclure avec Shamara, qui attend sur un balcon au tout dernier étage de l'hôtel.